# Aulonocara
Genre
Répartition géographique
Aulonocara est un genre de poissons d'eau douce de la famille des Cichlidae, endémique du Lac Malawi en Afrique de l'Est.

## Description
D'après la description originale du genre en 1922 :

« Os frontal, nasal, orbital, préopérculaire et mandibulaire avec de grands canaux à larges ouvertures, comme chez Trematocara, dont Aulonocara peut être distingué extérieurement par les dents externes bicuspides, les épines dorsales plus nombreuses, et la présence de deux lignes latérales. »

— Regan (traduction de l'original en anglais)
Les poissons d'eau douce du genre Aulonocara, souvent désignés sous le nom de Cichlidés paons, sont endémiques au lac Malawi en Afrique de l'Est, situé sur le Rift africain. Ces poissons pratiquent l'incubation buccale maternelle, protégeant à la fois les œufs et les alevins dans leur bouche. Le genre Aulonocara se distingue par un dimorphisme sexuel très prononcé, même par rapport aux autres Haplochrominés, avec des mâles et des femelles présentant des couleurs vives et contrastées. Les Aulonocara atteignent généralement une taille comprise entre 8 et 18 centimètres. Leur morphologie est caractérisée par un corps compact et musclé, parfois doté d'une bosse nucale sur la tête. Le pédoncule caudal est allongé, et la nageoire caudale est en forme de delta. La nageoire dorsale, bien que longue, n'est pas très haute, et ses extrémités sont allongées et pointues, tout comme celles de la nageoire caudale. Les nageoires ventrales sont également pointues, tandis que les nageoires pectorales sont grandes et allongées. Les couleurs dominantes de leur livrée incluent le bleu et le jaune chez de nombreuses espèces. Une caractéristique notable du genre est la présence de nombreux petits pores sensoriels sur le dessus de la tête, qui permettent de détecter des variations de pression, aidant ainsi à l'orientation et à la recherche de nourriture dans le sol sablonneux.

## Liste des espèces

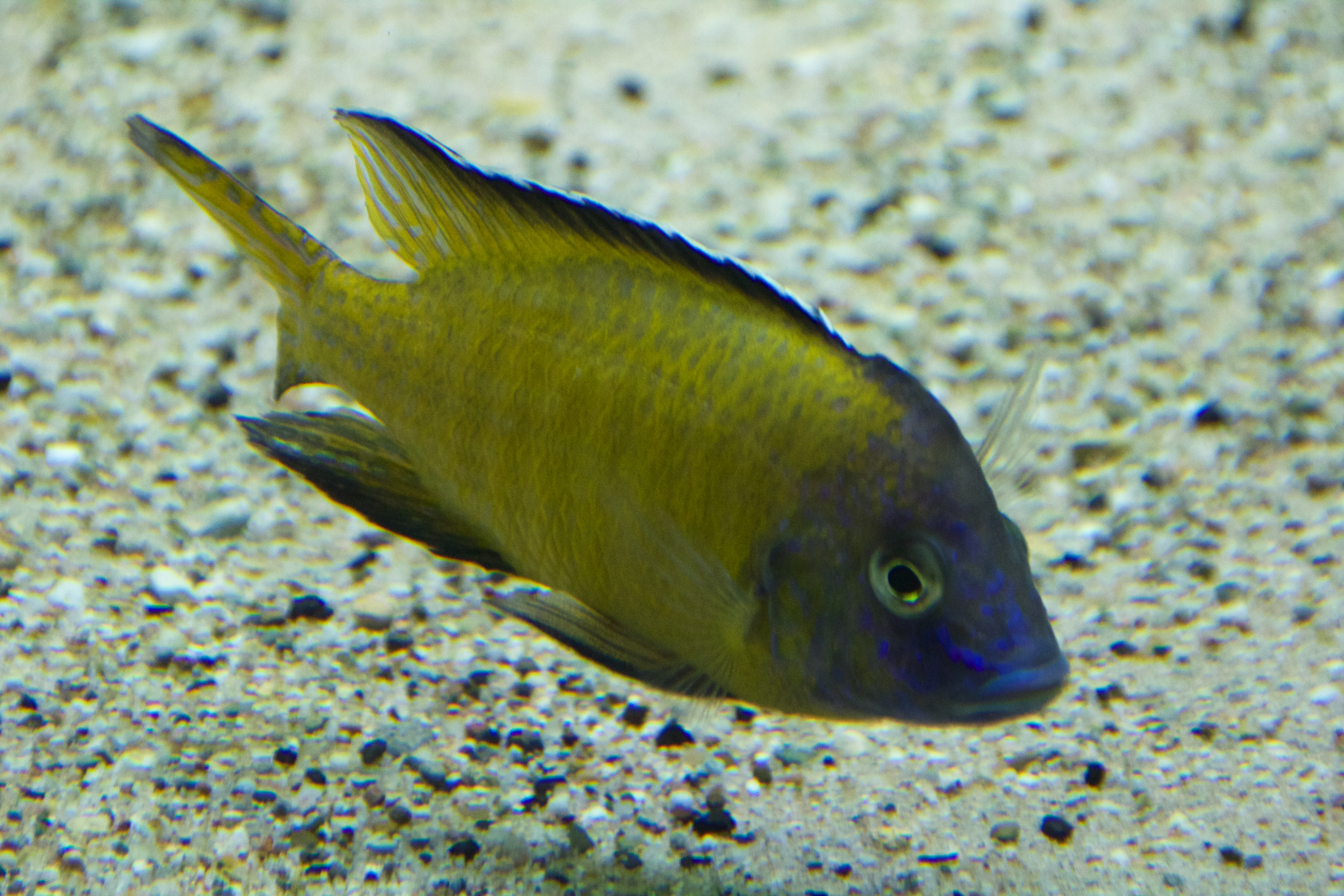
Aulonocara stuartgranti "Usisya"

Selon World Register of Marine Species (28 mars 2025) et Fishbase, les 22 espèces valides de ce genre sont :
- Aulonocara aquilonium Konings, 1995
- Aulonocara auditor (Trewavas, 1935)
- Aulonocara baenschi Meyer & Riehl, 1985
- Aulonocara brevinidus Konings, 1995
- Aulonocara brevirostre (Trewavas, 1935)
- Aulonocara ethelwynnae Meyer, Riehl & Zetzsche, 1987
- Aulonocara gertrudae Konings, 1995
- Aulonocara guentheri Eccles, 1989
- Aulonocara hansbaenschi Meyer, Riehl & Zetzsche, 1987
- Aulonocara hueseri Meyer, Riehl & Zetzsche, 1987
- Aulonocara jacobfreibergi (Johnson, 1974)
- Aulonocara kandeense Tawil & Allgayer, 1987
- Aulonocara koningsi Tawil, 2003
- Aulonocara korneliae Meyer, Riehl & Zetzsche, 1987
- Aulonocara maylandi Trewavas, 1984
- Aulonocara nyassae Regan, 1922
- Aulonocara rostratum Trewavas, 1935
- Aulonocara saulosi Meyer, Riehl & Zetzsche, 1987
- Aulonocara steveni Meyer, Riehl & Zetzsche, 1987
- Aulonocara stonemani (Burgess & Axelrod, 1973)
- Aulonocara stuartgranti Meyer & Riehl, 1985
- Aulonocara trematocephalum (Boulenger, 1901)

### Variétés géographiques, espèces non décrites
Un grand nombre des espèces ci-dessus possèdent des variantes géographiques, influençant leurs caractéristiques méristiques et leur coloration. Ainsi un certain nombre d'entre elles peuvent apparaître sous différentes dénominations, ou comme étant des espèces non encore décrites, sur des sites aquariophiles en ligne (cichlidsforum,...) ou disparus (aquabase, malawi-dream.info, fish-supplies...). Mais les sites scientifiques tels que  World Register of Marine Species (28 mars 2025), Fishbase, et ECoF, fondés les travaux scientifiques les plus récents, ne les retiennent pas. Elles doivent donc être considérées pour ce qu'elles sont, des variétés à usage aquariophile. Liste non exhaustive :
- Aulonocara sp., variétés "Nagara", "Lupingu" Andreas spreinat (1993), "Iwanda" Hai Reef, "Lwanda", "lwanda" Hai Reef, "trematocranus masinje", "Chitande type Kande", "Chitande type Masinje", "Chitande type Mozambique", "Chitande type Nkhomo", "chitande type nkhomo" Nkhomo Reef, "Chitande type north", "Jalo", "Lemon" aka "Mamelela", "Maleri" aka "Chipoka", "Mbenji" aka "Regal", "Nhkata Bay white dorsal", "Nyassae Mumbo", "Walteri", "walteri" Likoma Island, "yellow collar", "pyramid",  "stuartgranti maleri"[7],[8],[9].
- Aulonocara stuartgranti, variétés "Chesese", "Chilumba" - (bleu a bande rouge), "Chitimba", "Chitimba Bay (Maisoni)", "Cobue", "Fort Mc Guire", "Maisoni", "Maleri", "stuartgranti maleri" - (tout jaune), "Maulana", "stuartgranti maleri Chitseko", "Mdoka", "Mkondowe", "Nakatenga", "Sanga", "Usisya" - (jaune à tête bleu), "Ngara", "Chizi Point"[10],[11],[12],[13]
- Aulonocara koningsi "Mbenji"[11]

## Systématique
Le nom valide complet (avec auteur) de ce taxon est Aulonocara Regan, 1922.

## Étymologie
Le nom générique provient du grec « aulos » qui signifie « tuyau » ou « flûte » et de « kara » qui signifie « tête », faisant référence aux canaux sensoriels élargis dans la tête des espèces de ce genre.

## Publication originale
- Regan, C. T. (1922). The cichlid fishes of Lake Nyassa. Proceedings of the Zoological Society of London. (pt 4) (no. 36): 675-727, Pls. 1-6. [(en) lire en ligne (page consultée le 28 mars 2025)]

## Menaces
Parmi les 19 espèces du genre Aulonocara évaluées par l'UICN (consulté le 28 mars 2025) trois espèces sont en danger critique d'extinction (CR), une est en danger (EN), deux sont quasi menacées (NT), onze sont de préoccupation mineure (LC), et deux ont des données insuffisantes (DD). Une des espèces en danger critique d'extinction est Aulonocara baenschi, espèce endémique au récif de Nkhomo, qui a perdu au moins 70% de sa population entre 1996 et 2006.

## Aquariophilie

### Croisement, hybridation, sélection
Il est impératif de maintenir les espèces du genre Aulonocara seules ou en compagnie d'autres espèces d'autres genres, mais de provenance similaire (lac Malawi), toutes les femelles du genre Aulonocara étant très semblables. Le commerce aquariophile a également vu apparaitre un grand nombre de spécimens provenant d'Asie notamment aux couleurs des plus farfelues ou albinos provenant de sélection, hybridation ou procédés chimiques. Visuellement, ils sont de forme ou d'aspect parfois plus attrayants mais l'aspect « voilé », « bubble » ou autres aberrations et dégénérescences est associé la majorité du temps à des troubles de comportement[réf. nécessaire].
Quelques noms commerciaux utilisés (non exhaustif)[réf. nécessaire] :
- Aulonocara sp. hybride - « m'benji marmelade », « Aulonocara Marmelade », « Aulonocara OB marmalade », « marmelade cat »
- Aulonocara sp. hybride - « Aulonocara maleri », « Yellow Peacock », « Sunshine Peacock », « Orange Aulonocara"
- Aulonocara « Red Rubin » hybride - Aulonocara sp. « Ruby Red », « Aulonocara red ruben »
- Aulonocara sp. Safran - Hybride

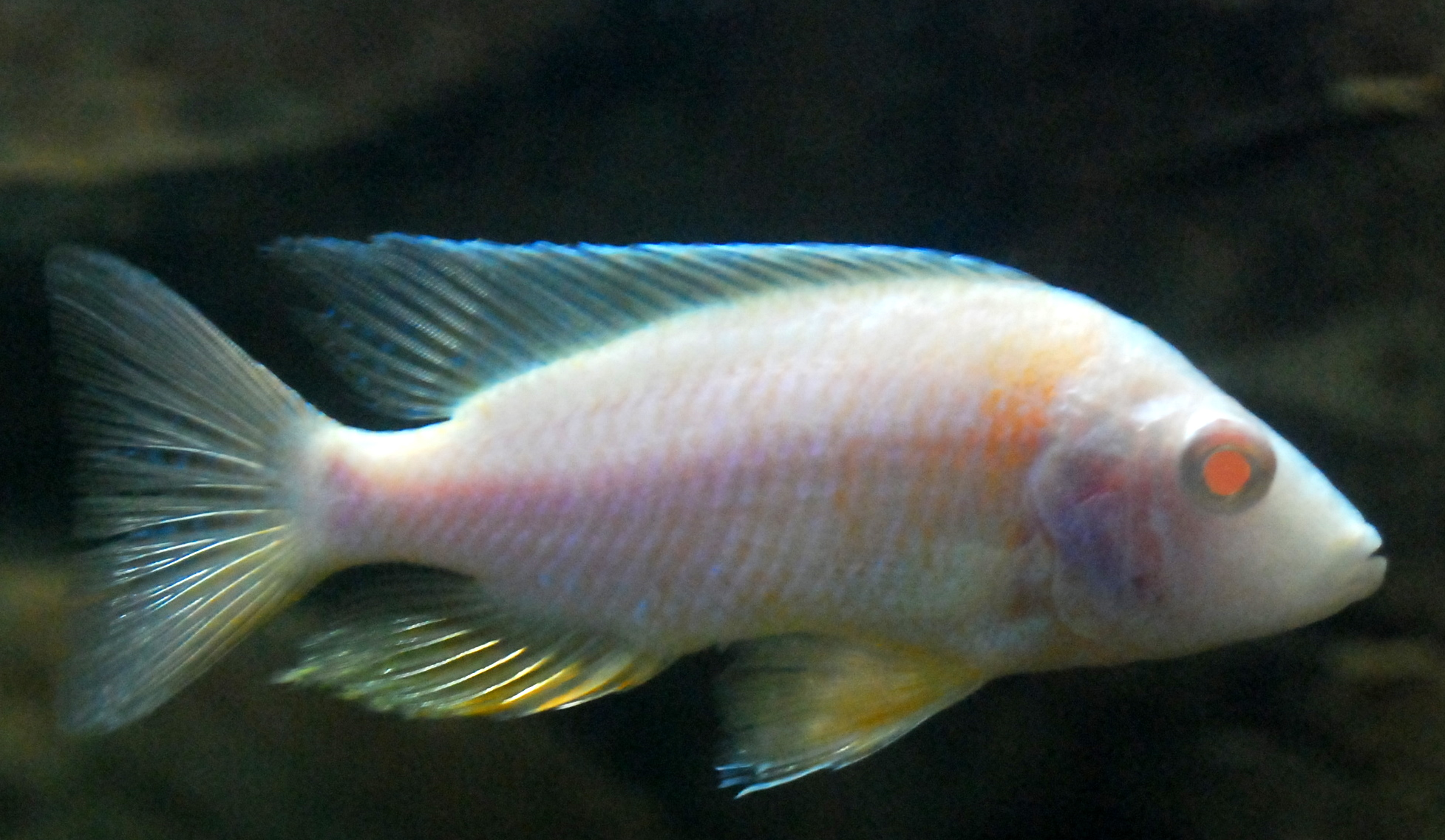
commercialement : "A. nyassae albinos" de sélection principalement asiatique (dénomination pouvant variée suivant le revendeur)
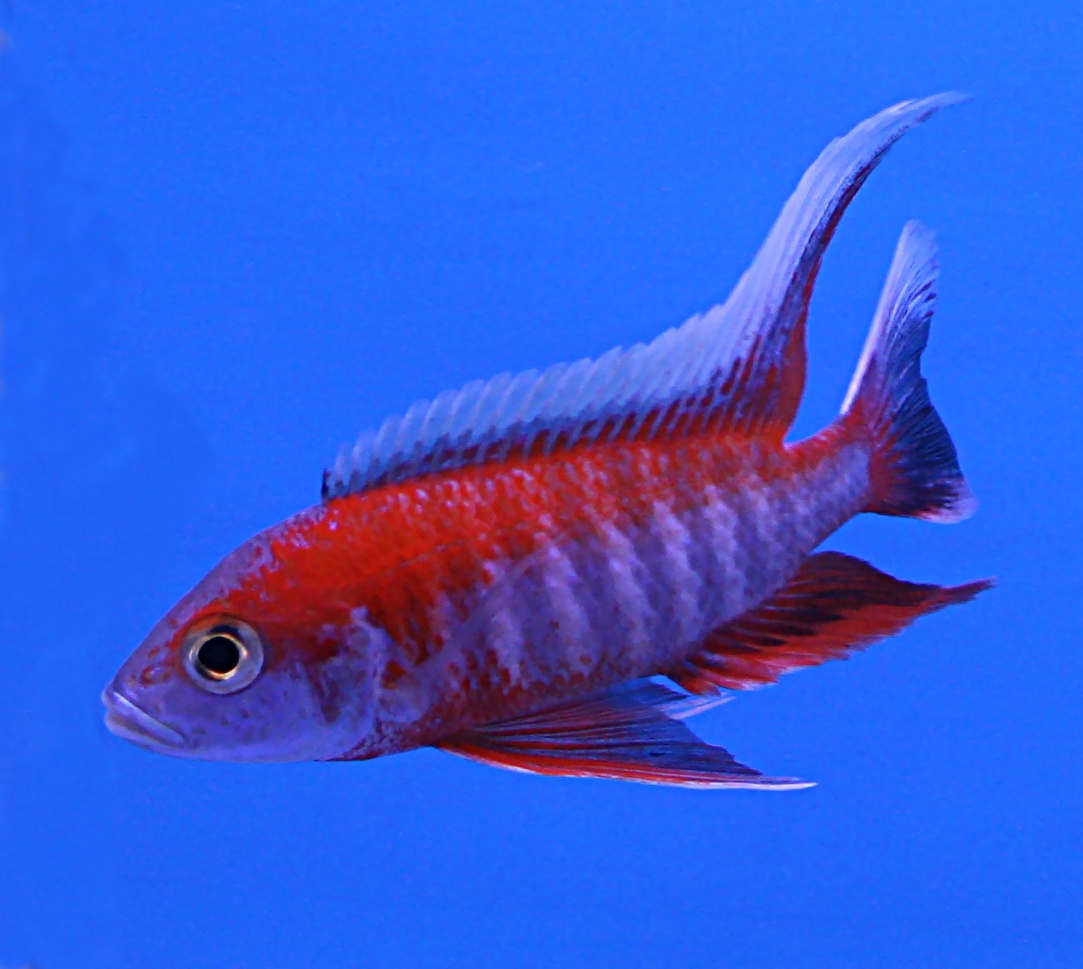
commercialement : "A. jacobfreibergi eureka red" mâle de sélection et de laboratoire rouge sang
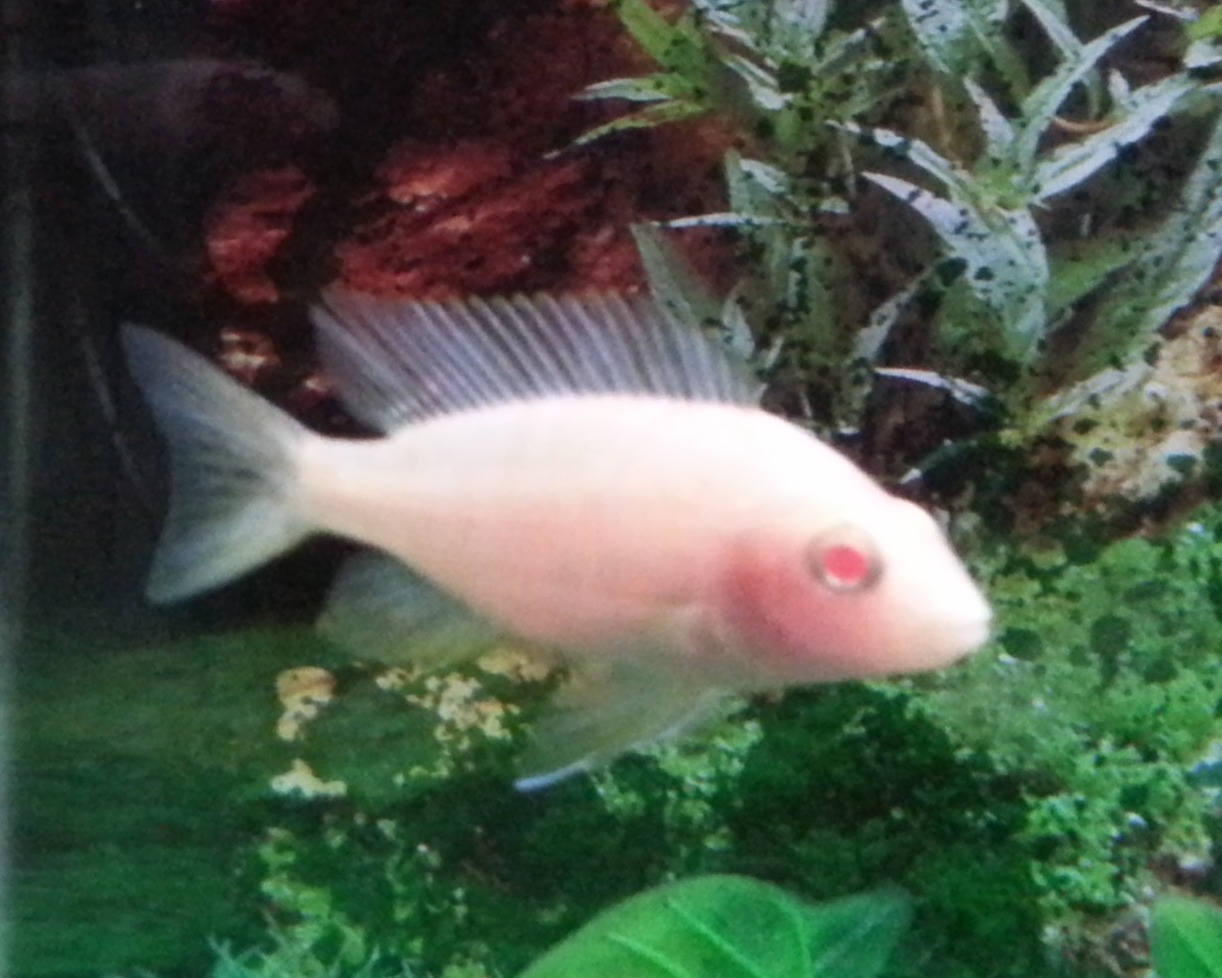
commercialement : "A. sp. Albinos Peacock Cichild" A. sp albinos de sélection principalement asiatique